# فدریکو کولبرتالدو
فدریکو کولبرتالدو (به انگلیسی: Federico Colbertaldo) (زادهٔ ۱۷ اکتبر ۱۹۸۸) شناگر اهل ایتالیا است.